# Церква Святого Михаїла (Плав'я-Бринівка)
Церква Святого Михаїла (інша назва — церква Різдва Івана Хрестителя) — дерев'яна церква із дзвіницею в селі Плав'я Стрийського району Львівської області, у північній, долішній частині села, яка носить назву Бринівка (Бренівка). Зведена у 1888 році (в деяких джерелах — помилково 1886 рік), дзвіниця збудована раніше, у 1886 році. Є типовим взірцем бойківської сакральної архітектури. Церква із дзвіницею мають статус пам'ятки архітектури національного значення України, охоронний № 1418. Парафія церкви підпорядковується Сколівському деканату Самбірсько-Дрогобицькій єпархії Львівської митрополії УГКЦ.

## Історія
Перша церква у селі Плав'є була зведена приблизно одночасно із заснуванням села, у XVI столітті, і розташовувалася у Бринівці, неподалік від сучасної церкви Святого Михаїла. Позначена на мапах кінця XVIII століття. Ця церква була перебудована із звичайної сільської хати і первісно не мала бань, їх добудував пізніше місцевий майстер Мешко. У 1884 році у Бринівці збудували нову церкву, вона розташовувалася між сучасним храмом і дзвіницею. Особливістю цієї церкви був вівтар, орієнтований на північ, а не на схід, як це прийнято в християнських храмах східної традиції. Через два роки, влітку 1886 року церква згоріла через удар блискавки або від свічки, яку забули погасити після служби. У 1888 році коштом парафіян була зведена нова церква, будував її місцевий майстер Петро Скільський, про що свідчить напис на надпоріжнику західних дверей. До цього богослужіння проводилися у зведеній 1886 року дзвіниці. У 1890 році парафія придбала у м. Стрий іконостас XVII ст. У 1891 році церкву добудували, у 1911 році перекрили бляхою.
У другій половині липня 1944 року в Плав'ї, в хаті пароха Михайлівської церкви о. Романа Чайковського відбулася зустріч Р. Шухевича та Ю. Старосольського з німецькими військовими представниками. Охорона Шухевича ночувала на території дзвіниці.
В радянський час церква продовжувала діяти.
У 1990-х роках церкву відремонтували, стіни оббили вагонкою, вікна замінили на металопластикові.

## Опис
Церква дерев'яна, тридільна, триверха, тризрубна, зруби квадратні у плані, середній зруб дещо більший за інші. До східного, вівтарного зрубу з півночі примикає допоміжне приміщення, яке виконує функції ризниці та паламарки. Зруби увінчуються однаковими комбінованими (три восьмерики на подвійному четверику) верхами, бані восьмигранні. Первісно церква мала ґонтове покриття, яке пізніше замінили на бляшане. Допоміжне приміщення має двосхилий дах, на гребні якого — маківка з хрестом. По периметру церкву оточує широке піддашшя, яке тримається на випустах вінців. Церква має двоє дверей — з заходу до бабинця і з півдня до нави, віконні прорізи прямокутні з лучковими завершеннями. На надпоріжнику дверей, що ведуть до бабинця, вирізьблений напис «Цей храм святий збудований Року Божого 1888 дня 20 червня пожертвуваннями і власними силами місцевих прихожан на вічну хвалу Божу під керівництвом теслі Петра Скольського господаря Плавю», на лівому одвірку — напис «Старанням місцевого приходника пр. о. Юстина Лучаковського», на правому — «Поблагословив високо пр. о. крилошанин Михайло Фортуна декан и приходник в Хитару».
Внутрішні об'єми нави та бабинця розкриті у висоту, їхні стіни на рівні восьмериків скріплені перехресними сволоками. Вівтарна частина на рівні другого восьмерика має пласке перекриття.
На північний захід від церкви стоїть дерев'яна дзвіниця, зведена 3 липня 1886 року, про що свідчить напис на одвірку. Квадратна у плані, триярусна, перші два яруси зрубної конструкції, верхній — каркасної. Завершується шестигранним наметом. До північної стіни дзвіниці прибудоване прямокутне приміщення, вкрите трисхилим дахом із заломом.

## Інші церкви Плав'я
В іншій, горішній половині села, яка має назву Вадрусівка, також існує церква Чуда Архангела Михаїла (інша назва — церква Святих Петра і Павла). Зведена у 1905 році на місці старішої церкви, збудованої у середині XVIII століття. Будували церкву майстри з Ценяви.
На території гірськолижного комплексу «Плай», який територіально відноситься до села Плав'є, у 2010 році збудували і освятили ще одну церкву в ім'я Святого Михаїла, зведену в осучасненому бойківському стилі. На церемонії освячення був присутній тодішній Президент України Віктор Ющенко.

## Парохи церкви Святого Михаїла
- поч. XIX ст. — о. Теодор Козанович, батько Михайла Козановича
- 1822—1826 — о. Лука Данькевич
- 1841—1885 — о. Михайло Медвицький
- бл. 1888 — ? — о. Юстин Лучаківський[15]
- 1903—1924 — о. Микола Левицький[17]
- 1934—1944 — о. Роман Чайковський

## Галерея

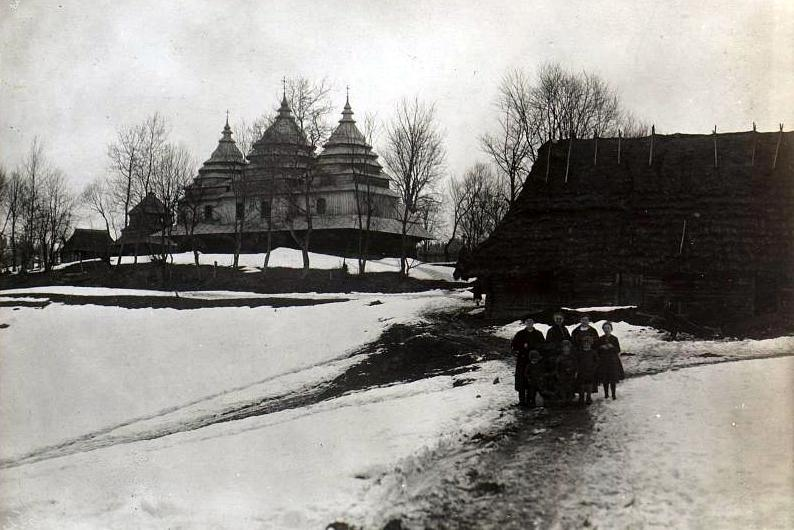
Церква у 1915 році
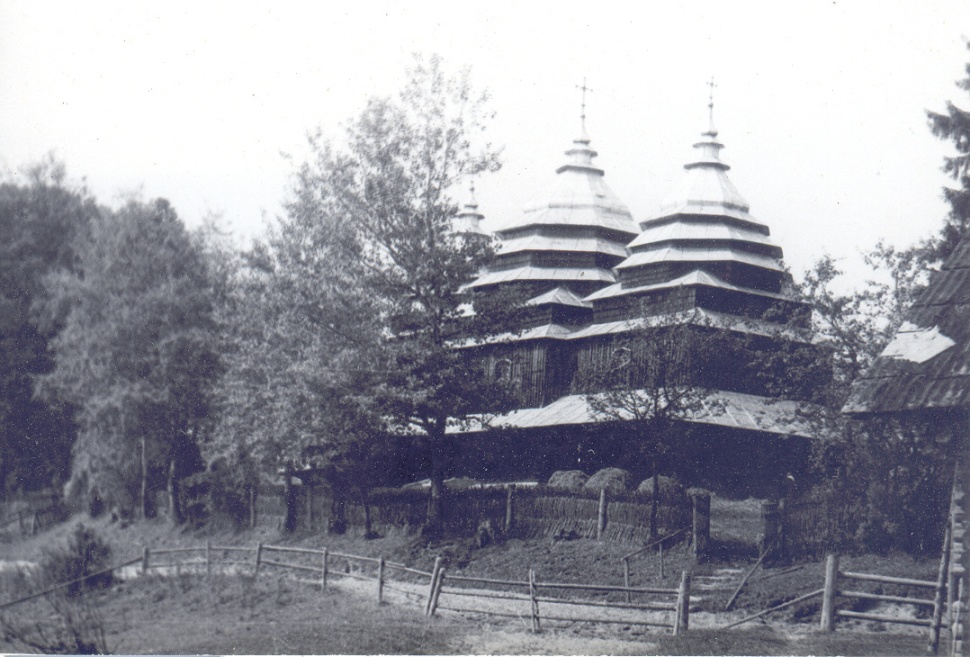
Церква у 1964 році
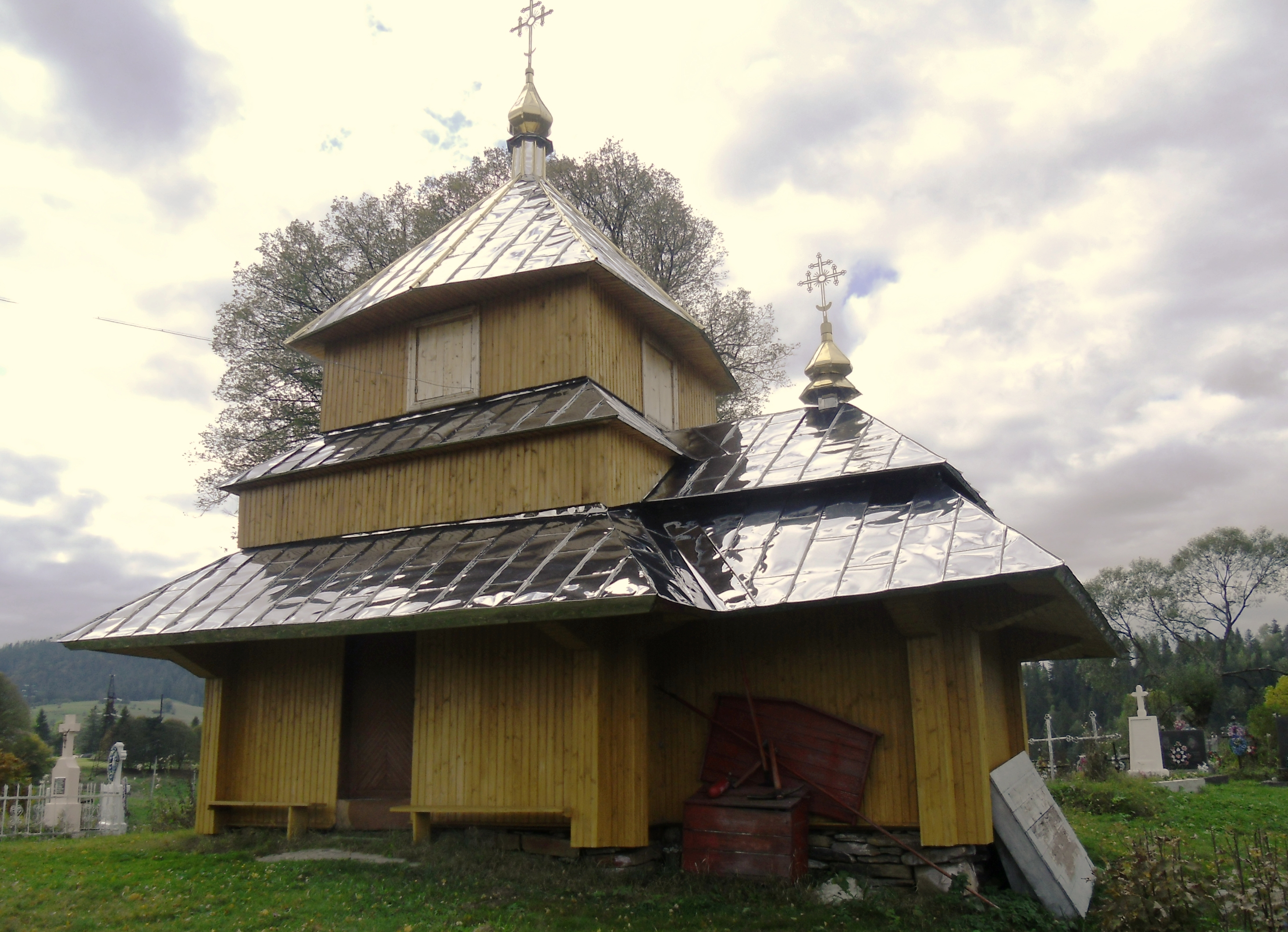
Дзвіниця
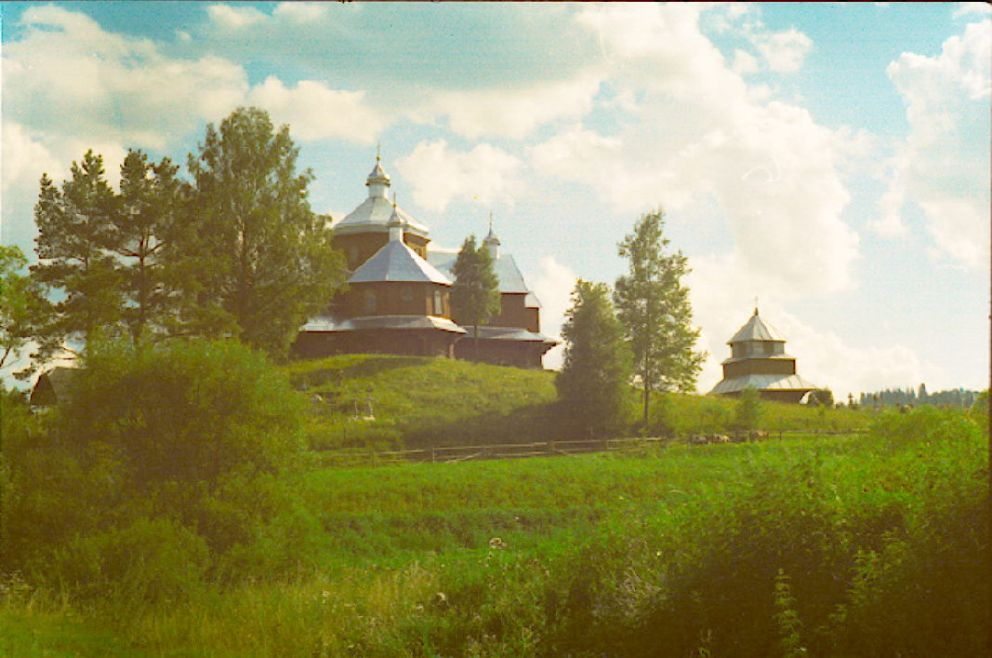
Михайлівська церква у Вадрусівці